# Custonaci
Custonaci es una localidad italiana de la provincia de Trapani, región de Sicilia, con 5.365 habitantes.

Ubicación de la ciudad de Custonaci dentro de la provincia de Trapani.

## Evolución demográfica
| Gráfica de evolución demográfica de Custonaci entre 1861 y 2001 |
|                                                                 |
| Fuente ISTAT - Elaboración gráfica por parte de Wikipedia       |